# The Spider and the Fly (film 1916)
The Spider and the Fly è un film muto del 1916 diretto da J. Gordon Edwards. Prodotto e distribuito dalla Fox Film Corporation, il film uscì nelle sale il 28 maggio 1916. Nel ruolo della vamp, il "ragno" che si mangia la "mosca", Genevieve Hamper, un'attrice teatrale molto nota che, nella sua carriera, girò solo sette film. Genevieve Hamper era sposata con Robert B. Mantell, il protagonista della storia.

## Trama
In Francia, Delano - ubriaco - uccide il suo migliore amico durante una rissa. Rendendosi conto di quello che ha fatto, l'uomo giura di non toccare più alcoolici.
Ma ricade nel vizio dopo esser caduto nella rete di una fascinosa vamp, Blanche Le Noir. Blanche gli preferisce però Lantier.  

Lantier ha una figlia. La ragazza si sposa con Richard, un giovane americano che la sottrae all'influenza nefasta di Blanche. Richard salva la moglie, ma non riesce a fare altrettanto con la propria sorella, Helen. Costei viene sedotta proprio da Lantier.
Delano, ridotto alla disperazione, alla fine denuncia la donna che ama.
Blanche, pentita, si rivolge alla religione.

## Produzione
Il film fu prodotto dalla Fox Film Corporation.

## Distribuzione
Distribuito dalla Fox Film Corporation, il film uscì il 28 maggio 1916 nelle sale statunitensi.